# Pablo Martín Silva
Pablo Martín Silva Silva (Montevideo, 6 de noviembre de 1984) es un futbolista uruguayo que juega como delantero en La Luz, de la Segunda División Profesional de Uruguay.
Apodado «Perla», fue uno de los dos goleadores del Campeonato Uruguayo de Primera División 2016 jugando para Villa Española.

## Biografía
Jugó en la séptima de River Plate y a los 16 años en la primera del Club Atlético Quilmes de Florida. Después en la cuarta de Basáñez y en la tercera de Villa Española club que lo hizo debutar en el primer equipo en 2004.
En 2005 pasó a Rentistas pero al no ser tenido en cuenta por el técnico Julio César Balerio se integró a la tercera de Danubio, donde se lesionó el quinto metatarsiano y se vio obligado a retirarse temporalmente de las canchas.
En 2008 Enrique Peña lo llevó a Huracán Buceo donde permaneció hasta 2009, año en el que el club fue desafiliado de la AUF. Ese mismo año pasó por el Club Nikkei Bellmare de la Segunda División de Paraguay.
Sus siguientes clubes jugaban en la Segunda División de Uruguay: Boston River, entre 2010 y 2011; Deportivo Maldonado, entre 2011 y 2012 (dirigido por Julio Ribas); y Sud América entre 2012 y 2013. Con Sud América logró el ascenso a Primera en 2012.
En 2013 pasó a jugar en Villa Española, mientras el club competía en Segunda División Amateur. Se logró el ascenso a Segunda División Profesional pero en 2014 dejó el club por atrasos en los pagos.
También en 2014 tuvo un breve pasaje por el Club Atlético Trinidad de la ciudad de Rawson (Provincia de San Juan, Argentina) que en ese momento competía en la Primera B Nacional.
En 2015 regresó a Villa Española, con el que al año siguiente logró el ascenso a Primera División. En el campeonato de Primera División 2016 fue goleador con ocho goles, junto a Gabriel Matías Fernández de Racing, pero en ese mismo torneo Villa Española volvió a descender a Segunda.
En 2017 pasó al Comunicaciones de Guatemala y en julio del mismo año regresó a Uruguay para incorporarse a Danubio. En 2018 regresó a Villa Española.

## Clubes
| Club                | País      | Año         |
| ------------------- | --------- | ----------- |
| Villa Española      | Uruguay   | 2004        |
| Rentistas           | Uruguay   | 2005        |
| Huracán Buceo       | Uruguay   | 2008 - 2009 |
| Nikkei Bellmare     | Paraguay  | 2009        |
| Boston River        | Uruguay   | 2010 - 2011 |
| Deportivo Maldonado | Uruguay   | 2011 - 2012 |
| Sud América         | Uruguay   | 2012 - 2013 |
| Villa Española      | Uruguay   | 2013 - 2014 |
| Trinidad            | Argentina | 2014        |
| Villa Española      | Uruguay   | 2015 - 2016 |
| Comunicaciones      | Guatemala | 2017        |
| Danubio             | Uruguay   | 2017        |
| Villa Española      | Uruguay   | 2018 - 2021 |
| La Luz              | Uruguay   | 2022 - Act. |